# ماه جهان
 ماه جهان  از نامهای ایرانی بانوان در فارسی دری معاصر است. 

## منبع
- محمد عباسی، اقتباس از نامنامه فردیناند یوستی،  «فرهنگ نامهای ایرانی» ، چاپ سوم، تهران: انتشارات بنیاد، آذر ۱۳۵۷.